# (324932) 2007 XC1
(324932) 2007 XC1 es un asteroide perteneciente al cinturón de asteroides, descubierto el 2 de diciembre de 2007 por el equipo del Lulin Sky Survey desde el Observatorio de Lulin, Zhongshan, República Popular China.

## Designación y nombre
Designado provisionalmente como 2007 XC1.

## Características orbitales
2007 XC1 está situado a una distancia media del Sol de 2,326 ua, pudiendo alejarse hasta 2,783 ua y acercarse hasta 1,870 ua. Su excentricidad es 0,196 y la inclinación orbital 3,429 grados. Emplea 1296,13 días en completar una órbita alrededor del Sol.
Pertenece a la familia de asteroides de (135) Hertha.

## Características físicas
La magnitud absoluta de 2007 XC1 es 17,90.